# St. Josef (Beverbruch)

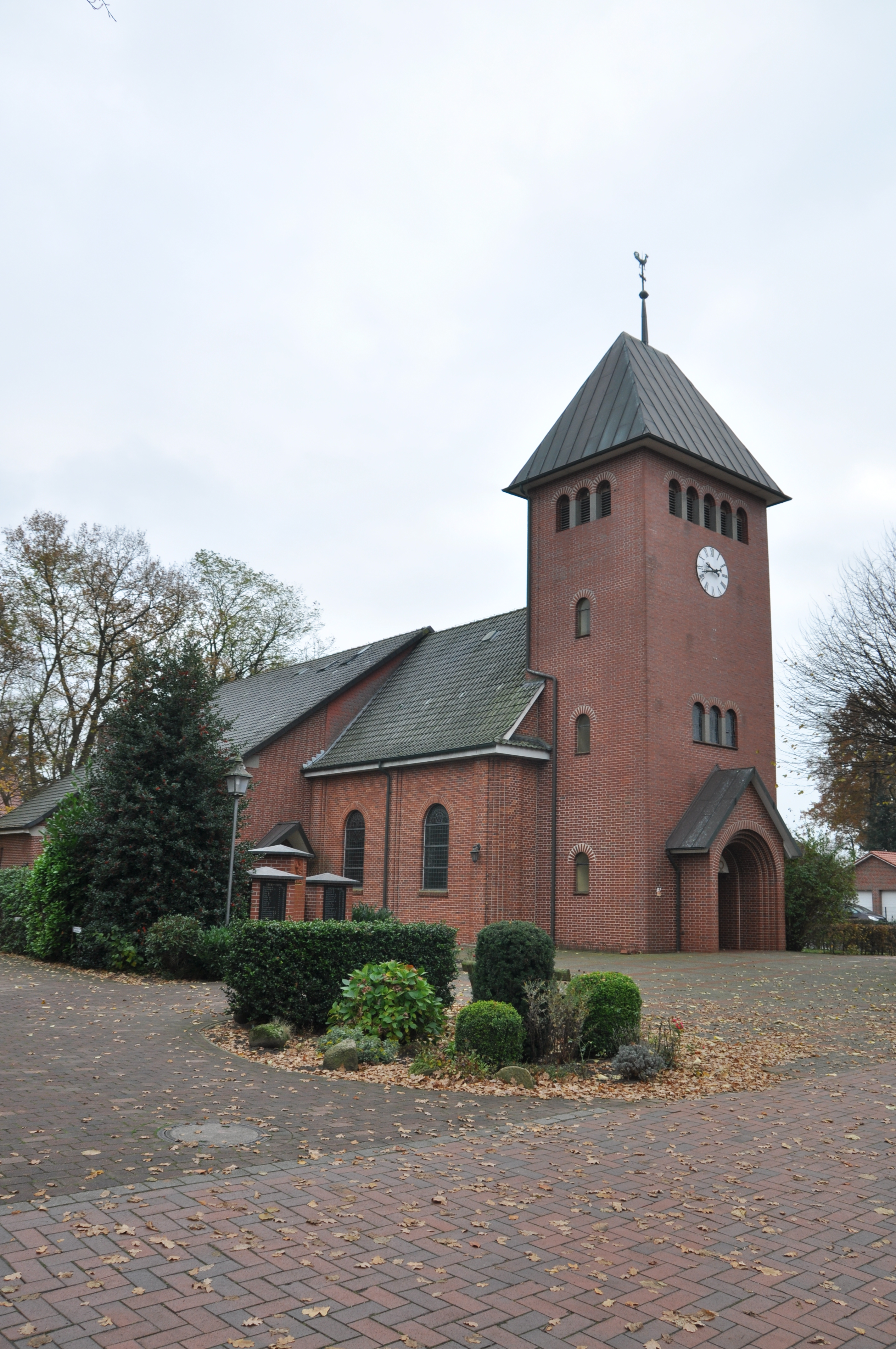
Kath. Kirche St. Josef in Beverbruch

St. Josef in Beverbruch im niedersächsischen Landkreis Cloppenburg ist eine römisch-katholische Filialkirche der Pfarrei St. Peter und Paul (Garrel). Sie steht unter dem Patrozinium des heiligen Josef und gehört zum Dekanat Friesoythe im Bistum Münster. Die Kirche ist ein Backsteinbau mit Turm und bietet 300 Gläubigen Platz.

## Geschichte
Im Großherzogtum Oldenburg wurde 1837 in der Region Garrel die Kolonie Beverbruch gegründet. Weil der Weg zur nächstgelegenen Pfarrei viel zu weit war, wünschten sich die katholischen Kolonisten ein eigenes Gotteshaus. Durch den Zusammenschluss mit der Bauerschaft Garrel entstand 1867 eine gemeinsame Kapellengemeinde und 1872 eine Pfarrei.
Nach den Plänen des Architekten Servatius Wüstefeld (Cloppenburg) wurde 1924/25 eine kleine Kirche in Beverbruch gebaut und 1953 von August Spille (Wildeshausen) wesentlich erweitert. Der Glockenturm von 1962 komplettierte das Gotteshaus. 2014 erfolgten grundlegende Renovierungsarbeiten.
St. Josef hatte ab 1946 einen eigenen Geistlichen und wurde 1957 zur selbstständigen Kapellengemeinde erhoben. Seit 1978 wird die Seelsorge von der Mutterkirche in Garrel wahrgenommen.
Durch Fusion entstand aus der Pfarrei Garrel und den Kapellengemeinden Beverbruch, Falkenberg und Nikolausdorf am 24. Oktober 2004 die neue Kirchengemeinde St. Johannes Baptist mit Sitz in Garrel. Am 1. Januar 2024 schlossen sich die katholischen Gemeinden in Barßel, Bösel, Friesoythe, Garrel, Saterland und Westerstede zusammen zum Katholischen Kirchenverband „Pastoraler Raum Friesoythe“ mit Sitz in Friesoythe.

## Glocken
Im Turm von St. Josef hängen die folgenden drei Bronzeglocken, die in Hemelingen gegossen wurden:
- Glocke 1: Schlagton: fis1; Ø 110 cm; Glockengießerei Otto; Gussjahr: 1962
- Glocke 2: Schlagton: a1; Ø 90 cm; Glockengießerei Otto; Gussjahr: 1962
- Glocke 3: Schlagton: h1; Ø 80 cm; Glockengießerei Otto; Gussjahr: 1962[4]

## Orgel
1940 baute die Firma Carl Haupt (Osnabrück) für St. Josef eine sehr einfache Orgel (I+aP/4). Ab 1969 diente ein angeschafftes Elektronium als Ersatz. 1978 wurde die noch vorhandene Pfeifenorgel instand gesetzt und das Elektronium entfernt. 1981 baute Lothar Simon (Borgentreich) die viel größere aktuelle Orgel (II+P/15). 2016 erfolgte eine Reinigung des Instruments durch den Ostfriesischen Orgelservice (Wiesmoor).
Die Schleifladen-Orgel von 1981 hat 15 Register und besitzt zwei Manuale (C - g3) und ein Pedal (C - f1). Die Spieltraktur und die Registertraktur sind mechanisch.